# 线羽凤尾蕨
线羽凤尾蕨（学名：Pteris linearis），为凤尾蕨科凤尾蕨属下的一个植物种。